# راينر أيجنر
راينر أيجنر (بالألمانية: Rainer Aigner)‏ هو لاعب كرة قدم ألماني في مركز الدفاع، ولد في 4 سبتمبر 1967 في إغنفلدن في ألمانيا. لعب مع بايرن ميونخ 2 وبايرن ميونخ وفورتونا دوسلدورف وميونخ 1860.

## وصلات خارجية
- راينر أيجنر على موقع قاعدة بيانات كرة القدم.إي يو (الإنجليزية)
- راينر أيجنر على موقع بيانات كرة القدم. دي إي (الألمانية)
- راينر أيجنر على موقع عالم كرة القدم.نت (الإنجليزية)